# Bras (marine)
Pour les articles homonymes, voir Bras.

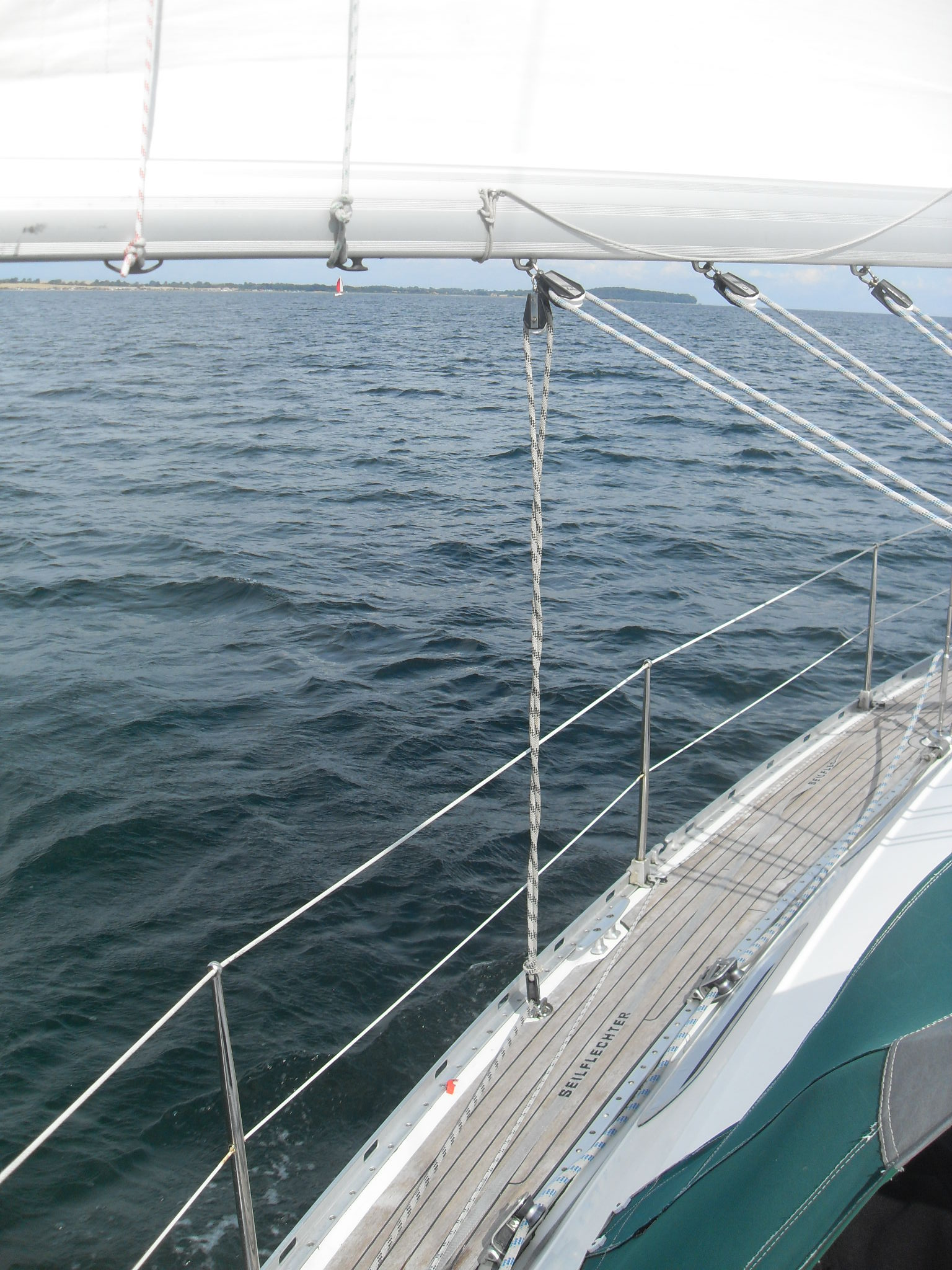
Bras d'un bateau

Le bras désigne sur un voilier le cordage situé au vent qui permet de régler l'écartement d'une voile d'avant telle que le spinnaker. Le réglage sous le vent est assuré par l'écoute. Le bras fait partie des manœuvres courantes
Sur un navire à voile doté d'un gréement de voiles carrées, on appelle bras un cordage qui permet de diriger les vergues.